# جک چرتوک
جک چرتوک (انگلیسی: Jack Chertok؛ ۱۳ ژوئیهٔ ۱۹۰۶ – ۱۵ ژوئن ۱۹۹۵) یک تهیه‌کنندهٔ فیلم و برنامه‌های تلویزیونی اهل ایالات متحده آمریکا بود. وی بین سال‌های ۱۹۳۵ تا ۱۹۶۶ میلادی فعالیت می‌کرد. وی اغلب به عنوان تهیه‌کنندهٔ ۱۸۲ قسمت از مجموعهٔ The Lone Ranger شناخته شده است.
چرتوک در آتلانتای جورجیا به دنیا آمد. در اواسط دهه ۱۹۳۰ میلادی وی شروع به تهیهٔ طیف گسترده‌ای از فیلم‌های کوتاه از جمله کمدی، مستند و درام جنایی؛ برای مترو گلدوین مایر کرد. کمدی کوتاه خوابیدن چگونه است با نقش‌آفرینی رابرت بنچلی در سال ۱۹۳۵ میلادی موفق به کسب جایزه بهترین فیلم کوتاه کمدی در هشتمین دوره جوایز اسکار شد.

## مرگ
در ۱۴ ژوئن ۱۹۹۵ میلادی، جک چرتوک در سن ۸۸ سالگی در لس‌آنجلسِ کالیفرنیا درگذشت.

## جوایز
| سال  | جایزه       | دست‌آورد | رسته                    | فیلم              |
| ---- | ----------- | ------- | ----------------------- | ----------------- |
| ۱۹۳۶ | جایزه اسکار | برنده   | بهترین فیلم کوتاه، کمدی | خوابیدن چگونه است |